# Klára Ungár
Klára Ungár (Budapest, Hungría, 14 de agosto de 1958) es una política húngara. Formó parte de la Asamblea Nacional por la Alianza de Demócratas Libres hasta 1998. Es una de las primeras mujeres políticas abiertamente homosexuales de Hungría.